# The Snow Cure
Pour plus de détails, voir Fiche technique et Distribution.
The Snow Cure est un film muet américain réalisé par Arvid E. Gillstrom, sorti en 1916.

## Synopsis
Inconnu.

## Fiche technique
- Titre : The Snow Cure
- Réalisation : Arvid E. Gillstrom
- Scénario :
- Photographie :
- Montage :
- Musique :
- Producteur : Mack Sennett
- Société de production : Keystone Film Company
- Pays d'origine :  États-Unis
- Langue : intertitres en anglais
- Format : Noir et blanc — 35 mm — 1,33:1 — Son : Muet
- Genre : Comédie
- Durée : 10 minutes
- Dates de sortie :
  -  États-Unis : 23 avril 1916

## Distribution
- Ford Sterling : The Flirt
- Fritz Schade : Le mari
- Marie Manley : L'épouse
- James Donnelly : Dr. Quack
- Alice Davenport :
- Slim Summerville :
- Frank Alexander (non crédité)
- Josh Binney (non crédité)
- Otto Fries (non crédité)
- Albert T. Gillespie (non crédité)
- Clarence Lyndon (non crédité)
- Lee Morris (non crédité)
- Coy Watson (non crédité)